# KkStB 470
| kkStB 470 / BBÖ 470 / BBÖ 670 / ÖBB 39     | kkStB 470 / BBÖ 470 / BBÖ 670 / ÖBB 39 | kkStB 470 / BBÖ 470 / BBÖ 670 / ÖBB 39 |
| ------------------------------------------ | -------------------------------------- | -------------------------------------- |
| Werksfotografie der 470.08 im Fotoanstrich |                                        |                                        |
|                                            | kkStB/BBÖ 470                          | BBÖ 670                                |
| Achsformel                                 | 1'D1' h4v                              | 1'D1' h2                               |
| Zylinder-Ø                                 | 2x450/2x690 mm                         | 560 mm                                 |
| Kolbenhub                                  | 680 mm                                 | 680 mm                                 |
| Treibrad-Ø                                 | 1614 mm                                | 1614 mm                                |
| Laufrad-Ø vorne                            | 1034 mm                                | 1034 mm                                |
| Laufrad-Ø hinten                           | 1034 mm                                | 1034 mm                                |
| fester Radstand                            | 5070 mm                                | 5070 mm                                |
| Gesamtradstand                             | 9450 mm                                | 9450 mm                                |
| Gesamtradstand mit Tender                  | 17436 mm                               | 17436 mm                               |
| Anzahl d. Rohre                            | 164                                    | 164                                    |
| Heizfl. d. Rohre                           | 175,6 m²                               | 175,6 m²                               |
| Anzahl d. Rauchrohre                       | 24                                     | 24                                     |
| Überhitzerfläche                           | 49,4 m²                                | 49,4 m²                                |
| Heizfl. d. Feuerbüchse                     | 15,5 m²                                | 15,5 m²                                |
| Rostfl.                                    | 4,6 m²                                 | 4,6 m²                                 |
| Dampfdruck                                 | 15                                     | 15                                     |
| Tender                                     | 9, 56, 156, 256, 76, 86, 88            | 9, 56, 156, 256, 76, 86, 88            |
| Gewicht (leer)                             | 79,5 t                                 | k. A.                                  |
| Adhäsionsgewicht                           | 58,0 t                                 | 57,0 t                                 |
| Dienstgewicht                              | 86,7 t                                 | 84,7 t                                 |
| Länge                                      | 18,685 m                               | 18,685 m                               |
| Höhe                                       | 4,650 m                                | 4,650 m                                |
| Vmax                                       | 80/90 km/h                             | 80/90 km/h                             |

Die kkStB 470 war eine Heißdampf-Schlepptenderlokomotive der k.k. Staatsbahnen Österreichs.
Um der Konkurrenz der Südbahn gewachsen zu sein, benötigte die kkStB auf der Strecke der ehemaligen Kronprinz Rudolf-Bahn KRB eine starke Gebirgsschnellzuglokomotive. Karl Gölsdorf entwarf daher eine vierfach gekuppelte Lokomotive mit Vor- und Nachlaufachse, wobei er den Kessel von der Reihe 380 übernahm. Die Maschinen erhielten ein Vierzylinder-Verbundtriebwerk mit zwei inneren Hochdruck- und zwei äußeren Niederdruckzylindern.

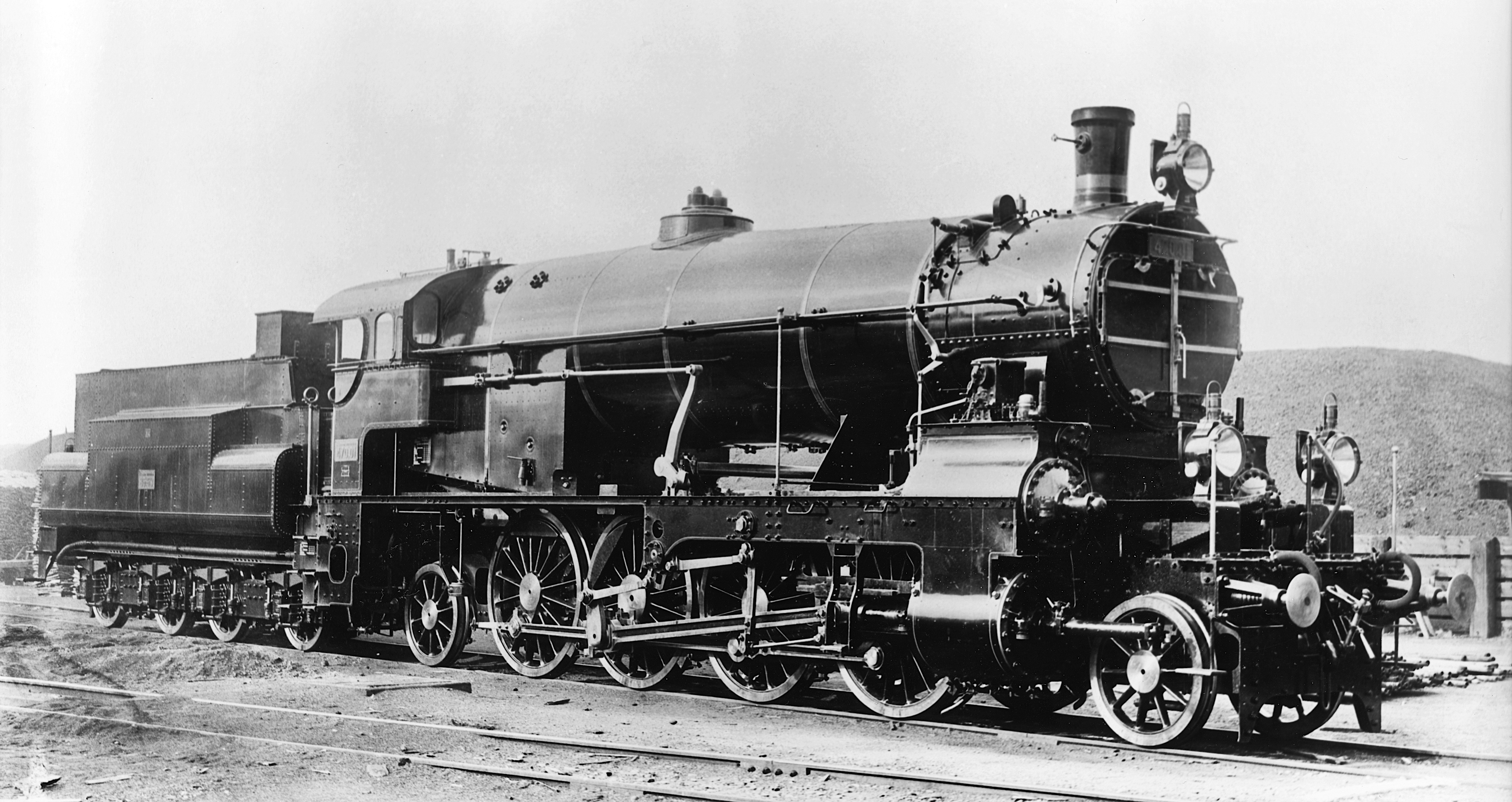
Die fabriksneue 470.01 mit einem Tender Reihe 86

Den beiden 1914 gelieferten Probemaschinen folgten 1918 und 1919 zehn weitere, die sich in Kleinigkeiten unterschieden – am auffälligsten der zweite Dampfdom, der einen Kesselsteinabscheider enthielt. Kriegsbedingt wurde auch die kupferne Feuerbüchse durch eine aus Stahl ersetzt. Hergestellt wurden alle zwölf Maschinen in der Lokomotivfabrik Floridsdorf. Eine Nachbestellung von 15 Stück wurde storniert, da die Industrie kriegsbedingt dem Bau von Güterzuglokomotiven den Vorzug geben musste.
Da die Reihe durch einen hohen Kohleverbrauch auffiel, ließ die BBÖ 1927 bis 1929 acht der Maschinen in Heißdampf-Zwillinge (Reihe 670) umbauen, die auch Lenz-Ventilsteuerung und teilweise Dabeg-Vorwärmerpumpen erhielten. Die restlichen Lokomotiven, darunter die beiden Vorserienmaschinen, wurden trotz ihres noch  jungen Alters ausgemustert. Der Umbau war ein voller Erfolg: Die Lokomotiven waren sparsam im Verbrauch und leichtgängig. Sie wurden 1931 auf die Franz-Josefs-Bahn versetzt.
Die Deutsche Reichsbahn bezeichnete sie ab 1938 als 39.301–308 und beließ sie auf ihrer damaligen Stammstrecke. Nach Ende des Zweiten Weltkrieges blieben der ÖBB noch sieben Exemplare. In Wien Franz-Josefs-Bahnhof stationiert, der nach dem Krieg in der US-Besatzungszone gelegen war, kam die Reihe 39 regelmäßig vor dem Schnellzug „Mozart“ nach Salzburg und München zum Einsatz, der ausschließlich Angehörigen der US-Besatzer vorbehalten war. Bis 1957 wurden die Lokomotiven ausgemustert, nur 39.304 blieb noch bis 1966 als Vorheizanlage in Betrieb. Keine der Lokomotiven blieb museal erhalten.